# 1546 Izsák
1546 Izsák è un asteroide della fascia principale. Scoperto nel 1941, presenta un'orbita caratterizzata da un semiasse maggiore pari a 3,1831062 UA e da un'eccentricità di 0,1173182, inclinata di 16,12540° rispetto all'eclittica.
L'asteroide è dedicato al matematico, fisico e astronomo ungherese Imre Gyula Izsák (1929-1965), studioso di meccanica celeste che lavorò presso l'osservatorio di Cincinnati e lo Smithsonian Astrophysical Observatory.